# 異世界からの企業進出!?転職からの成り上がり録
『異世界からの企業進出⁉転職からの成り上がり録』（いせかいからのきぎょうしんしゅつ⁉てんしょくからのなりあがりろく）は、七士七海による日本のライトノベル。
小説投稿サイト『小説家になろう』で2016年9月9日から2024年9月24日まで連載されていた。一部がハヤカワ文庫JAより書籍化された。メディアミックスとしてヤングマガジンサードの2019年Vol.9より鵜山はじめの作画で『異世界からの企業進出⁉ 〜元社畜が異世界転職して成り上がる! 勇者が攻略できない迷宮を作り上げろ〜』と題して漫画化が開始されたが、鵜山の体調不良のため2020年V0l.12で連載終了となった。

## あらすじ
ブラック企業に勤めて早六年、せめてもの憂さ晴らしにタバコが欠かせない田中次郎は、徹夜して仕事を終えてやっと喫煙休憩が取れると喫煙室に入ったところで、喫煙休憩を注意され怒りに任せて辞職した。自宅に帰宅できなかった期間に郵便受けに溜まりに溜まったチラシの中に変わった求人チラシを見かける。「ダンジョンテスター募集!」……仕事の内容は、勇者が攻略できないダンジョンを作るためのテスト要員。半ば悪戯と思いつつした転職を機に、剣と魔法のファンタジーあふれる環境で新たな職業を歩むことになった。
入社編
好待遇と、ファンタジー的な魅力、美人で誠実なスエラに惹かれて入社してみたものの、怪我など危険があると明記されていたことは半端ではなく、新人研修は厳しいものであった。しかし、ブラック企業で働いていた時とは違う自分の意志で生きていると実感できる状況を楽しんでいる部分があった。方向性の違いから他のダンジョンテスターから孤立してソロ活動することになる。厳しい現実に辞めていくダンジョンテスターが多いため、ブラックな状況の人事部を見てかつての仕事場を思い出した次郎は、仕事とはいえ自分を心配してくれるスエラたちをねぎらうのであった。
勧誘編
ソロ活動に限界を感じ、店の常連客として仲が良くなったメモリアに相談してみると、やはり勇者という存在は特殊な存在であるようだ。18人にまで減ったダンジョンテスターに危機感を覚えた人事部は、新たな同僚となる人材のリクルートをダンジョンテスターたちに命じた。拒否する同僚が多い中で、正社員でソロ活動している次郎には拒否権はなかった。リクルートといっても、前提条件となる魔力適性がある人材は少なく、いても求人広告を見せると胡散臭がられるだけで成果はなかった。ダメもとで前の職場の後輩である海棠を飲み会に誘ってみると魔力適性があったので勧誘した。その飲み会の帰りに一人の少女との出会いがあった。のちに数奇な運命を迎えるアメリアである。次郎はリクルート活動をする中で所沢勝を勧誘する。所沢勝は仕事に興味を持ったという幼馴染の知床南を伴ってきた。仲間が増え彼らの研修が始まるなか事件が起きた。開発中の実験用魔物が逃走したのである。避難を呼びかけるスエラの目の前で次郎と海堂はその襲撃を受けて瀕死の重傷を負ってしまう。次郎への気持ちを自覚したスエラを受け入れて交際を開始した。次郎たちは、仕事の危険性を覚悟したうえで、パーティとして新たな段階にステップアップするのだった。
夏期編
次郎個人の業績はともかく、他のパーティよりスタートアップが遅かったため、パーティとしての進捗度は他のパーティより低いものとなっていた。スエラをライバル視するスエラの同僚にそこを指摘され侮辱される。スエラを侮辱された次郎は、パーティにブートキャンプを行なって強化するとともに、比較の対象となった火澄透たちのパーティを上回る進捗を上げるのであった。その結果強化されたダンジョンにより、それまで順調に活動してきた火澄透たちのパーティはダンジョンの攻略に失敗し、次郎たちは名誉を挽回するのだった。
夏を迎え、仕事に区切りをつけた次郎は、パーティメンバーと世話になっている人事部のスエラとケイリィ、贔屓店のメモリアを誘って社内のリゾート施設で休みを過ごすことにする。そこに火澄透と痴情のもつれの憂さ晴らしに来た北宮香恋が加わった。北宮香恋の相談にのると、魔王軍は多夫多妻だからけじめと序列をつければ問題ないという魔王軍の女性たちが答え、その流れでメモリアからプロポーズされスエラもそれを受け入れてしまった。恋愛観の差に戸惑いながらも次郎もそれを受け入れるのだった。
そんな中、社内でテロが発生する。魔王軍の問題だからと次郎たちに脱出することを勧めるスエラに対して、スエラたちをそのままにしておけないと行動を共にすることを次郎は決意するのだった。避難する組と、テロ対策する組とに分かれる中で、火澄透と七瀬美樹がデートしていたことが発覚し、北宮はパーティを抜け次郎たちと行動を共にすることを決意した。次郎たちは、仲間と装備を増やしながらテロリストに対抗しつつ最終層に到達した。そこに空間を断ち切って鬼王が部下を伴って登場するが様子がおかしい。鬼王についてきた鬼王の末娘のイナが次郎に挑んできたのである。父親から次郎のことを聞いていたイナは実力を試させろという。鬼王からの圧力を感じながらもこれに辛勝する。人質の解放が進む中で、他のダンジョンテスターたちはやはり魔王軍に協力的ではなかった。首謀者を無力化して捕えてみれば、ノルド・ノーディスで、一連の騒動はエヴィアによって企画された夏期給与の査定のためのテストイベントだった。
出世騒動編
イベントに関する報告書を提出すると、待っていたのは人事異動であった。スエラが改組され新設されたテスター課の課長に昇進するとともに、次郎がその配下の主任に抜擢されていたのである。これまでの業務内容、イベントでの立ち位置と成果、思想的に魔王軍寄りで協力的であることなどが評価された結果である。主任として、ダンジョンの攻略に詰まっているパーティの助力と指導といったテコ入れが仕事に追加された。
早速問題となったのは、北宮香恋と火澄のパーティとの問題だった。北宮は、苦学生で収入の問題もあるので仕事をやめる気はないが、これ以上火澄たちと行動したくないし、次郎パーティの居心地がよかったのでイベントの時のような臨時ではなく正式に次郎のパーティに加入したいという。それに対して火澄はまだ未練を主張し、火澄のパーティを担当しているカイラはパーティの弱体化を問題視した。次郎は、労働組合に調停を依頼して移籍問題を解決するとともに、火澄たちに対しては、七瀬美樹の自己防衛能力及び戦闘力の強化で自立を促すとともにパーティとしての戦略の変更をアドバイスするのであった。
一方で、魔王軍側でも、ダンジョンテスターの存在や、人間である次郎の登用を歓迎しない保守的な者たちがいた。次郎は、その動きを察知した社長から「いろいろな場所から恨まれているから早めに手柄を立てないと死ぬ」と警告される。ストーカーに気づき、対策を考えながら訓練室に出向けば誰もいないはずの場所に赤鬼が待っていた。和銅と名乗る鬼王の配下は、次郎に力試しを挑んできた。これに勝って和解すると、巨大な人型のゴキブリであるジーがテスターを全滅させると宣言してきた。遅れてやってきた火澄と七瀬を指導しているとどうも行動がおかしい。そのうち他のテスターもやってきて次郎を襲ってくる。洗脳したテスターに次郎を襲わせることで共倒れすることを狙われたのである。テスター全員を無力化して実力を示した次郎は、エヴィアに呆れられるとともに、テスターの再研修の企画を命じられた。次郎は、昇進してからの一連の出来事を期待された結果だと自分を納得させつつ、スエラとのデートでのストレスを発散するのであった。
出張編
テスター全員を対象にしたブートキャンプを行なった結果、各自のステータスのアップという形で成果が見えてきた頃、次郎にイスアルへの長期出張が命じられる。商隊の護衛をしながらイスアルの実態を調べることが目的だという。エヴィアからは、魔王軍で出世していくつもりなら覚悟を決めろと促された。パーティのことを海堂に任せようと引き継ぎをしていると、スエラが怒りで暴走しているから止めてくれという話が来る。どうやらスエラに出張のことが知らされていなかったようである。暴走したスエラの魔法が次郎に炸裂したことでやっと騒ぎが収まった。出張の準備をしようと昇進以来留守にしがちだったメモリアの店に行ってみると、出張に同行するのはメモリア一人で準備を手伝えと言われる。準備を終えた二人はイスアルに旅立つのだった。
次郎たちが最初の街サカルに向かう途中で、フォレストベアに襲われているエシュリーと騎士見習いたちに遭遇する。立場的に隠れて無視しようとしたが、身を隠していた木をフォレストベアに倒されてしまい参戦する結果になる。メモリアはサカルへの道中で次郎への自分の気持ちを再確認するのだった。
サカルの街についた次郎たちは、現地の調査員と接触した。悪い知らせとして各国の政情が不安定になっていることを知る。行先の変更も含めて検討していると、大規模な魔力の変動が感知された。勇者召喚が行われたのである。続報を待っていると、初代魔王を封印した霊峰アルシュの魔力で複数の勇者が召喚され、初代魔王の魂が解放された可能性があることが分かる。次郎は、自分が何をしたいのか自問し、召喚された勇者を元の世界に戻すことを計画し、会社に状況を報告するとともに計画の企画書を提出した。次郎は、会社に今回の勇者召喚により行方不明になった人間を地球側で調査させ、関連する記事などの資料を集めさせた。それによると高校生が23人と教師が行方不明になっているようである。その中に以前会ったことがあるアメリアの名を確認した。
神権国家トライスの首都マッハ……太陽神の総本山だけあって、次郎はメモリアとは別行動することにする。魔王軍に協力的なギルドを使って大聖堂に侵入すると、あの日と同じくダンスの練習をしていたアメリアと接触し勇者の現実と、地球に帰還するために仲間を説得することを依頼する。召喚された高校生たちに動揺が広がった頃、次郎は地球側の代表者を名乗って正面から神殿関係者に高校生たちの返還を要求する。高校生たちに面接した次郎は、このままでは地球に生還できたとしても学歴社会的に人生が終了することを説明しさらに動揺を煽って、後日出直すことにした。
後日、次郎の協力者であるアンがアメリアに接触すると、生徒の一部が工作員と入れ替わっている事実が分かる。神殿側に見つかってアンは倒され、アメリアは魔力が暴走したところを捕まり、牢に閉じ込められる。アメリアは自分に憑依して覚醒した存在をマイクと名付け、マイクから魔法の手ほどきを受ける。脱出したアメリアは、マイクの誘導で棺のような魔道具が並ぶ部屋に向かう。マイクはアメリアの守護霊になるからと協力を願う。
次郎はアンデッドのアンが持ち帰った情報から召喚された生徒たちが鉱樹を鍛えるための燃料にされようとしていることを推測する。次郎が派手に騒ぎを起こして囮となり、途中で合流したアメリアとともに脱出した。その裏側では協力者が騒ぎを利用して避難すると見せかけて生徒たちを転移で脱出させた。次郎は、かつての魔王の魂を抱え込んだことで人間を辞めて強化され始めたアメリアをテスターとしてパーティに加えるのであった。
強化月間編
次郎のパーティにエヴィアから、配置されている魔物の関係で攻略進捗が全く進まない蟲王のダンジョンの攻略が業務命令として命じられる。蟲王のダンジョンでは、巨大な虫型のモンスターを配置しているため、女性の受けが悪かったのである。次郎のパーティもその例外ではなく、女性陣がパニックを起こして魔法を暴発させる事故が多発したので仕方なく次郎と海堂の正社員組を中心に攻略することにする。
高価なアイテムを落とすレアモンスターの噂を海堂が拾ってきた。会社からもそれに関する注意事項が通達されていた。しかし、実際にレアモンスターらしきものに遭遇してみると、次郎は力不足を実感した。スエラに相談すると、1)魔法薬によるドーピング、2)異種族の血を魔法で取り込んで人間を辞める、3)精霊契約で人外の力を得る……などがあるが、精霊契約をすることを薦められる。そのついでに両親に次郎を紹介して結婚したいとも……。久しぶりに行ったスエラとの模擬戦で成長を実感し、新たな目標を設定した。
翌日、蟲王のダンジョンに行くと異常に静かなことに気づく。正体不明のモンスターが周囲のモンスターを捕食しまくっていたのである。危機に陥った次郎は開眼し切れると思ったものは切れるという境地に至る。その成果としてそのモンスターを一刀両断にするのだった。次郎が討伐したモンスターは禁種指定されているエボルイーターであった。鬼王と不死王を中心に緊急対策チームが組まれ、次郎は強制参加させられた。数と力による暴力で蟲王のダンジョンが最深部まで攻略していく。エボルイーターの母体との戦いの中で、次郎はもう一体のエボルイーターの母体を発見し戦いを挑み食われた。次郎は体が消えゆき意識が低下していくのを感じるとともに相棒である鉱樹の意思と魔力を感じる。魔力を循環させ体を再生させながら、エボルイーターの母体を体内から切り裂いて倒すのであった。
治療が終わってみると魔力適性が九(準魔王級)に変わっていた。通常ならあり得ない状況にエヴィアが自らテストをするという。次郎は、いつの間にかエヴィアが本気で対応する必要があるレベルに近づいていた。
この一連の騒動で七将軍の一角が消え、8人の伯爵を含む高位の貴族が責任を取らされるのであった。
冬期疾走編
魔力適性値に差がある以上はそもそも平等ではないのだが、能力不足や経験不足を解消しようと努力する者がいる一方で、業績を上げられない者による不公平感や怨嗟が募っていた。不満解消のために、次郎は開発中のモンスターの評価を兼ねた戦闘イベントを企画する。その最中、スエラが倒れたという知らせが次郎に届く。スエラの妊娠が発覚し、スエラは次郎にこのまま傍にいられるのかと不安を訴えた。次郎は改めてスエラとメモリアにプロポーズをして、結婚式を後回しにして結婚のための事務手続きを先行することにする。
結婚のための書類作成に忙しい中、次郎の母親から次郎が嫁を決めた気配がしたから日本に帰国したとの連絡が来る。顔合わせのスケジュール調整をする中で、スエラとメモリアの両親が押し掛けてきたので、急遽身内だけでの顔合わせを兼ねた宴会を行うことになった。会話の中で母の霧香がかつて勇者召喚を受けたことがあることが発覚し、次郎の魔力適性値の高さに納得するのだった。二人と人生を共にするために精霊契約をして寿命を延ばしたいのと希望を伝え、スエラの祖父であるムイルは手配することを伝える。スエラとメモリアの親族からは、手伝うので結婚式に必要な素材をダンジョンで確保するように言われた。メモリアの父グレイとスエラの父マイットと次郎の3人で魔王軍の本拠地アナタリスで鉱山となっているダンジョンに出かけることにした。
ダンジョンは、国及び領主による軍の管理と、民間の冒険者ギルドによる管理との二元管理されているとのことだった。軍関係者の探索者としてダンジョンに入ろうとするが次郎が人間だからと拒否され、冒険者ギルドから冒険者としてダンジョンに入ることになる。目的とするナイトメアシープがいる場所につくとダークエルフのパーティが何かに追われているのを見つけ、これを助けることにする。何に追われていたのか確認すると、拘束された天使が暴れていた。
天使を無力化しようと次郎が近づくと、次郎を勇者と勘違いして拘束を解くように依頼してきた。天使はヒミクといい、休眠中に封印されてダンジョンの動力にされていたので逃げてきたといい、次郎を気に入ったので勇者として連れていくと主張する。魔王軍所属なのでできないというと、堕天してついてくるという。ブラック企業を辞めたいという気配を感じた次郎がつれていくと言うと天使の誓約をして次郎と契約し、堕天してしまう。
ヒミクを拾ったことを魔王軍に報告していると、領主が結界を張って巨大なゴーレムを起動した。ヒミクが逃げたことでダンジョンが壊れたことの失点を隠そうとしたのである。次郎は、領主軍からの攻撃をしのいでいるうちに巨大なゴーレムが自爆しようとしたのでこれを撃退し、コアの魔石の一部を護り石として得た。最終的には一連の騒ぎはエヴィア率いる魔王軍によって鎮圧された。エヴィアはヒミクが昔倒した熾天使であることを確認すると、契約した次郎が責任をもって管理することを命じた。スエラとメモリアは次郎の行動に呆れたが、第三夫人としてヒミクを受け入れ、家事と次郎の訓練相手にした。
年越し準備編
魔王軍の書類上3人の妻を娶った次郎は、世帯用の社員寮に引っ越して4人での新たな生活を開始した。第2期採用のダンジョンテスター用に職業選択のプロモーションビデオの作成の仕事が入る。魔王軍の中でその存在に違和感があったヒミクも、撮影に差し入れをするためなどで出かけるようになるにつれて、周囲となじんでいくのであった。
PVの撮影が終わる頃、ある魔剣の紛失とテスターに対する襲撃事件が発生する。テスターの関係者の間に緊張が高まる中、カーター・イスペリオが次郎に挑んできた。七将軍の一角が崩れその空席に対する出世争いが水面下で過激化していたようである。
次郎に対する精霊契約の儀式のついでに、テスターに対しても精霊契約をさせることになる。次郎は、時空の精霊ヴァルスの試練を受けることになる。ヴァルスは次郎を無限に広がっているように見える白くて何もなく時間の流れが異常な空間に閉じ込め脱出するようにと言う。次郎は、鬼王がダンジョンの空間を断ち切って空間移動していたことを思い出し、疲労や空腹にならないことを確認しつつ、無限ともいえる時間をただひたすらに鉱樹で空間を切ろうと素振りを繰り返すのであった。次郎はついに空間や概念を断ち切るレベルに剣術を昇華させ、その空間を脱出した。ヴァルスとの交渉中にテロリストによるテスターに対する攻撃が開始される。次郎とヴァルスのところにもその攻撃の手はおよび、これを撃退してヴァルスと契約をするのであった。次郎は他のテスターを救うべく行動を開始し、刺客にされていたテスターを無力化するとともに、エヴィアが派遣した部隊と合流するのであった。
師走騒動編
空席になっている七将軍の一枠を巡って競技大会が行われることになり、次郎は強制参加させられる。次郎の初戦の相手は、鬼王が次期幹部候補として育ててきた優勝候補のキザン・クヨウだった。次郎は、激戦の末にキザン・クヨウに勝利するものの、重傷で2回戦以降を辞退することになる。競技大会は最終戦を迎え、ランド・バサルンテとカーター・イスペリオによる決勝が行われた。カーター・イスペリオは試合開始時にそれまで秘匿していた聖剣を持ち出して、試合開始の合図のために壇上にいた魔王に切りかかった。カーターは勇者の血を引いていたのである。カーターは宣戦布告をするとその場から消えていった。勇者の出現に魔王軍は戦争状態へと突入する。人間側の軍勢は軍勢およそ5万、中位天使多数、上位天使も複数確認されていて、その中に熾天使が確認できる大規模なものだった。
聖剣の光を受けたアメリアは、自身に封印されていた初代魔王の魂に乗っ取られそうになる。マイクはアメリアの魂を護ろうと結界を張るとともに、己のすべてをアメリアに受け継がせた後、初代魔王の魂を拘束しようとする。アメリアの体を乗っ取った初代魔王の魂は、MAO Corporationの施設を破壊しつつ強行突破して勇者に挑んでいった。アメリアを救出したい次郎たちの申し出を受けて、魔王軍はアメリアを囮として勇者をおびきだして撃退する作戦に出る。次郎は、ヒミクとパーティメンバーを率いてアメリアの所に向かった。アメリアを封印しようと対峙した時、シィクとミィクの双子の熾天使が現れる。ヒミクはシィクとミィクを妨害することにする。次郎がヴァルスの力でアメリアを拘束し、ヒミクがシィクとミィクを無力化したところで、勇者カーター・イスペリオが登場する。次郎は魔王城を召喚すると、カーターを魔王に任せて、アメリアへの対応に集中する。不死王の参戦で魔王の魂は滅ぼされた。それをもって次郎たちは宣戦を離脱して魔王城に避難するのだった。魔王城の医務室で意識を取り戻したアメリアは、アメリアを救うために消えていったマイクの喪失を嘆き悲しむのであった。一方で勇者と魔王の戦闘も佳境を迎える。魔王軍の中にあって勇者の血を引くことで差別されてきて勇者となったカーターに対して、魔王もまた光の魔法で対応する。魔王も同じく月と太陽の寵愛を受けた勇者の血をひくものだったのである。戦いは魔王の勝利で終わった。
次郎が事後報告に追われる中、海堂に相談される。海堂は、まだ息があったシィクとミィクの双子を見捨てられず回収していたのだ。シィクとミィクは海堂を気に入ってしまい天使の誓約をして居ついてしまう。シィクとミィクのことを魔王軍に説得していく中で、海堂とオタク友達となっていた機王アミリ・マザクラフトが異議を唱える。結局、海堂はプレティーンエイジャーの少女にみえる3人を囲うことになる。一方で、アメリアの方も二度にわたる勇者がらみの騒動で母親と問題を起こしていた。自分のことを認めてくれているパーティメンバーと別れたくなかったアメリアは、母親にMao Corporationに転職することを薦め、母親の宮川美枝はMao Corporationに事務職員として勤務することになる。
年越し準備編
クリスマスシーズンになり、次郎と海堂はそれぞれのパートナーのためにプレゼントを買うために街に繰り出していた。昨年までの仕事に追われた生活を思い出し、生活に余裕が出てきたことと悩むことが変わったことに幸せを感じる。人間関係が変わったのは、次郎と海堂の周囲だけではなく、知床南の周囲でも小さなそして不穏な変化が起きていた。所沢勝が川崎翠と再会し機嫌がよくなる一方で、知床南が放置されがちになってきたのだ。ちょっとした気になる変化があるものの、時は経ち和やかにクリスマスパーティが開かれ、仲間同士で一緒にいられることの幸せを感じる。そんな中で日本側の宗教関係者からテスターが声をかけられていることを知る。次郎は不穏な空気を感じるのであった。
次郎が年越しをスエラたちと過ごしていると、テレビで二年詣での客で賑わう神社がテロリストに襲われたことが報じられる。北宮から次郎以外のパーティメンバーで初詣をしていてテロに巻き込まれたので救援を求める電話があった。できれば救いに行きたいといっても、日本では次郎は一市民に過ぎない。そこに母親の霧香から、このテロは魔術的なもので、そういった神秘側のものを封印している実家の神社関係で手が足りなくなったので手伝えという。次郎は、テロを鎮圧するために物騒なことを言い出した母親に協力することを伝えた。危険な場所に向かう次郎にスエラはせめてものお守りとして自分たちの魔力のこもったペンダントを託すのだった。
待ち合わせ場所には次郎の母親の妹である相模霧江が待っていた。相模家は代々、黄泉の国への道を封印し、そこからあふれ出てくる災厄を防ぎ監視するのが役割を担ってきた家柄だという。今回のテロで、同時多発的に複数の場所でそういった封印を解こうと騒ぎを起こしており、人手が足りなくなったのだという。霧江は次郎に装備として神具を提供し、霧香とともにテロの鎮圧をすることを依頼してきた。作戦に従って、電源を一斉に落として暗闇になった隙にテロ集団を無力化する。成功したと思った瞬間、テロリストが不死者のように復活してきた。次郎の脳裏に不死王からレクチャーされていたことが浮かんでくる。同時多発的に発生したテロが単に恐怖を集めるだけの陽動で、本命が別にあるのではないかと思った次郎は霧江にそのことを報告する。増援の部隊が到着する中、入れ替わりに次郎と霧香は、青木ヶ原樹海で行われている本命の儀式の場に向かうのだった。
青木ヶ原樹海では、無数の篝火が焚かれ儀式が進行していた。次郎は、母親の傭兵としての一面と物理的な戦力に呆れるとともに、子供の頃に知らなくて良かったと思うのだった。儀式の中央には5mは優に超える巨大な心臓と思われるものが祀られていた。ペンダントの魔力を使って魔紋を発動し、敵を撃退していく中、中心部では会社で見慣れた鬼族ではない日本の鬼が待っていた。榛名と呼ばれた鬼の少女が儀式を発動させると、巨大な心臓が活動を始め周囲の鬼たちを取り込み始め神鬼が復活する。混乱の中、邪魔な鬼の少女を投げ捨てると、少女はこれまでの努力はなんだったのかと嘆く。「よく見とけ。俺の知る鬼が教えてくれた喧嘩のやり方を。」と次郎は言い放つと、残りの魔力を投入して一撃で鬼を斃した。
榛名は一族の衰退を防ぐための悲願の儀式の失敗とあまりにも多くの犠牲を嘆いて自殺しようとするが、次郎がそれを止める。一連の状況を見ていた霧香は榛名を養女にすることを決めた。
次郎は、日本の神秘側の集団との顛末をMao Corporationに報告した。中断した休暇を社内の温泉施設でスエラ、メモリア、ヒミクに囲まれて、将来の子供の数の希望を聞きながら穏やかに過ごすのだった。一方、次郎からの報告を受けた魔王は、いくつかの施策を動かし始める。それは、一つは日本の神秘側の集団との接触による力の探求であり、もう一つは組織強化のためのエヴィアと次郎との政略結婚であった。
幹部研修編
次郎以外のパーティメンバーはテロの現場で、避難誘導に協力したり、テロリストと交戦したりで大変だったらしい。もっとも大変だったのは、事後に行われた事情聴取とかで数日間警察に拘束されたためのようだ。それに対して次郎も休日出勤で大変だったと返す。そんな中、アルバイトの正社員化を伴う幹部研修の業務命令が下った。監督官と教官二人による集中研修という内容に恐怖を覚えた次郎たちは、それに備えてダンジョンで自らを鍛えた。
次郎は、霧香から改めて養女になり義理の妹になった榛名を紹介される。榛名は鬼族のまとめ役の一人として贖罪をしていくのだという。榛名は次郎が戦っている最中に放った気迫として浮かんだ鬼に興味があり会いたいのだという。次郎ははぐらかしたが、これがきっかけとなって、日本の神秘側の組織とMao Corporationとの交流が進み、のちに日本の組織が封印していた厄介なものをMao Corporationに引き渡して廃棄したり、榛名がMao Corporationに入社したりすることになった。
短期研修といっても会社が行う研修でありただで済むわけがなかった。実際には時間の流れが加速された時元室での長期研修だったのである。戦闘技術的なものを予想していたのに反して、まず、習熟度別に魔王軍の社会、組織の運営に関する知識と態度、社交や慣例に関する座学による講習が始まった。これらは、魔王軍の上位の貴族と対等に接するようになれば必須だったためである。それらの座学が終わると戦闘訓練であった。メンバーがそれぞれ新しい技を覚えていく中、次郎もこれまで放置していた魔法関係のスキルを磨くのだった。
研修の休憩時間の次郎にエヴィアとエヴィアの側付きのタッテの言い争いが聞こえてきた。婉曲的にエヴィアと次郎の見合いが設定されたようだ。周囲からのやんわりとした誘導に自分に求められているものを知り、その上でエヴィアに対する気持ちを整理し、自発的にエヴィアを一人の女性として大事に扱うことを決心する。
研修が終わって、自宅に帰ると、妊娠しているのに過剰に仕事をしようとするスエラが職場から追い出されて、ヒミクとともに次郎を出迎えた。二人に出世が打診されそのために政略結婚が必要になったと説明すると、相手は誰かと心配されたが、相手がエヴィアだと知ると、想定された相手の中で最高の相手だとあっさり受け止められて次郎のほうが慌ててしまう。メモリアも似たような返答だった。彼女らに報告した後、次郎はエヴィアとのデートに出かけた。
第二期生来訪編
パーティのメンバーも成長し新たな悩みを抱えていた。
所沢勝は自信を喪失していた。自分を頼っていた知床南が自分で行動するようになり、研修の社交ダンスで披露された美貌で、大人になって自分がもういらない存在になっていると感じたからである。一方で、知床南のほうも限界を迎えていた。勝のことが好きだと自覚した時には既に川崎翠がいて、勝の不幸に付け込むようにして勝を束縛していたことに罪悪感があった。南は自分がどうしたらいいのかわからなくなっていた。次郎は、南の気持ちに正直になって、勝が自分で自分の目標を決めるまで支えてやれとアドバイスした。引き続いて次郎は北宮香恋の相談に応じた。香恋もまた勝のことが気になっていたのだ。そこに南が介入してくる。次郎と香恋の様子を見ていたのである。南は勝が置かれている状況を説明すると、一緒に勝を落としてハーレムにしませんかと言い出す。次郎や海堂を見ていて、本人たちが納得していればハーレムも悪くないと思ったからである。
季節は巡り春が近づいていた。花見をしようなんて話が出てきたところで、第2期採用のダンジョンテスター関連の仕事の資料が届く。初期装備の候補のテストに関する資料と、第2期採用のダンジョンテスターの名簿であった。その中に川崎翠の名を見つけて次郎は不安になるのだった。もう一人、義妹になった鬼少女の田中榛名の名もそこにあった。初期装備のテストをしていると、第2期生のベニー、バート、朱亞の3人が次郎に挑戦してきた。3人を撃退すると、次郎のことを師匠と慕うようになっていた。川崎翠の件について次郎は頭を悩ませていた。スエラたちに相談しても結論が出なかったのだ。
新人研修が進んでいく中、次郎はパーティに新規メンバーを追加しないことを決める。次郎のパーティがトップパーティで検証の進捗の大部分を担っている以上戦力の低下をしたくないというのが表向きの理由で、実際には、川崎翠の言動を危険視して排除するためだった。榛名が川崎翠に影響されることも嫌って、自分を師匠と慕ってくれるベニーたちのパーティに加入するように誘導することにする。そうすることはパーティ内の人間関係としても一番波風が立たないと判断したのである。勝が川崎をパーティルームに連れてくるが、方針を説明して撃退した。榛名に近況を聞いてみると、さっそく鬼王に遭遇したのだという。魔素がある社内では力が溢れてくるという。川崎からもアプローチを受けていた。次郎の社内での立場的に距離を置こうとすると榛名が不安がったので、ベニー達を紹介して個人ではなくパーティとして付き合うことを提案した。
新春到来編
機王ダンジョンの同じ場所で何日も停滞していた次郎達は気分転換を兼ねて花見を開催することにする。花見では、次郎のパーティメンバーに、次郎のパートナー、海堂のパートナー、宮川美枝と知人たちが集まってきた。そこに鬼王と不死王が家族を連れて参加した。宴が始まると、スエラの家族とメモリアの家族もそれに加わり、宴は大規模なものになっていく。最後にエヴィアを追いかける形で魔王が参加した。次郎は、そこで社長から昇進の内示を受ける。その前提として社長が力試しする必要があると告げられる。エヴィアとタッテは、不安がる次郎に竜王のダンジョンで腕試しをしたらどうかと勧めるのだった。
次郎は試しに単独で竜王のダンジョンに挑んでみた。怒涛のように押し寄せる竜の群れをさばいているうちに、次第に大物の竜が襲ってくるようになった。鋼竜を切り飛ばしたところで次郎に声をかける者がいた。竜王が直々に次郎を斃しに来たのである。竜王の攻撃を捌きながら竜王を攻撃していった。ついには竜王を激怒させ人間姿だった竜王は本来の姿を現す。次郎は自らが持つ最大威力の剣技で竜王に切りかかるもの鉱樹の刀身の半分は埋まったところで受け止められてしまった。竜王は刺さった鉱樹を投げ捨てると更なる攻撃を次郎に行なった。次郎は竜王の頭上に出現させた岩で行動を制限したうえで捨て身のパイル・リグレット(後悔の杭)で竜王を崖下に突き落とし痛み分けにして逃げだした。逃げ出した次郎は鉱樹を探しに行くがシンズスカルドラゴンに刺さっており、ソロでの回収をあきらめた。
戻ってきた次郎は、竜王のダンジョンの危険性に尻込みするメンバーに、竜王のダンジョンでのアイテムの売却益を見せて協力を要請した。再びシンズスカルドラゴンに挑戦するも、長期戦になる。次郎たちは一か八かの起死回生の手に出た。なんとかして鉱樹を掴んで鉱樹に次郎の血が垂れた瞬間、劇的な変化が起きる。鉱樹の根が次郎の腕に絡み、次郎の体を何かが侵食し書き換えていく。次郎は熱に浮かされ半ば暴走する形でシンズスカルドラゴンを討伐すると、その場に倒れた。医務室で次郎の意識が戻ると、鉱樹によって提供された竜の血により存在が変質し人間ではなくなったことが告げられる。怪我は自己治癒したとも伝えられた。次郎は心配して駆けつけた自分のパートナーたちに心配をかけたことを詫びた。いくつもの検査が行われ、最終検査として魔王と戦うことになる。
次郎は、まだ制御しきれていない新しい体の力と、鉱樹の力を使って魔王に攻撃を仕掛けるも、捌かれてしまう。7割ほど自分の力を把握したところで、大技・天照を魔王に炸裂させた。さすがの魔王も無事ではすまず怪我を負ったが次郎の体力はそこまでだった。
社長との戦闘は無事終了したものの、次郎には針の筵が待っていた。エヴィアを含む4人のパートナーに囲まれて、家族会議で吊るし上げられたのだ。次郎は彼女らに心配をかけたと謝るとともに、長期の休暇を取って、リハビリと家族サービスに励むことを約束するのだった。次郎の戦闘を見ていたパーティメンバーもその機会に足手まといにならないように鍛錬することを誓った。
外伝 いきなり現れたシンデレラ………たち⁉
巨人王のダンジョンを攻略している次郎たちは、戦闘の最中に大きな高魔力反応を感知した。その魔力反応の中から小さな人影が現れたのを見て、次郎はその推定五歳くらいの少女四人を抱えてダンジョンから脱出した。少女四人をよく見れば、どこかで見たことがありそうな黒髪のダークエルフの子に、吸血鬼の子に、悪魔の子に、白い鳥のような翼を三対もつ金髪の天使の子……次郎のエヴィアを含む4人のパートナーによく似た女の子たちだった。意識を取り戻した女の子たちは次郎を父親だと主張した。パーティの部屋に戻ってきた次郎たちは、次郎のパートナーたちを呼び寄せた。エヴィアは自分に似たクレアを見て、ヒミクは自分に似たカスミを見て、魂の構成的に自分たちの娘でしかありえないと結論付けた。次郎たちは途惑いつつも、子供たちと交流し、子供たちが知っている未来の様子を聞いたりして和むのだった。楽しい時間はすぐに去ってしまう。元の時代に送り返すことができないなら責任をもって養育しようと覚悟を決めたところで、子供たちを寝かせた寝室に侵入者があった。フレアというスエラによく似た若い女性が迎えに来たのである。フレアは父親の次郎からヴァルスとの精霊契約を継承しており、魔法の事故で子守していた妹たちを過去の世界に送り込んでしまったという。子供たちを見送った次郎とそのパートナーたちは、去っていった子供たちに寂しさを感じるとともに、その子供たちが生まれてくるであろうこれからの幸せな家族の生活に思いを馳せるのだった。
GW編
次郎がリハビリを兼ねた休養から戻ると、パーティメンバーたちはその間の成果を報告してきた。海堂は、特撮ものの変身ヒーローのような強化スーツをパートナー達とともに開発していた。北宮とアメリアは、「精霊の術炉」による魔力量の強化を図っていた。南と勝のコンビは、いくつかの提案書をまとめていた。提案書の主なものは2つ。1)闘技場を使ったレベル上げ効率化攻略本作成プロジェクト。2)クランシステムであった。
一方で、次郎達に寄生することを拒否された川崎翠は、火澄を傀儡にして、「月下の止まり木」以外の第1期採用のダンジョンテスターのパーティを集めて権力を得るべく扇動していた。その動きは商業施設部門にもおよび、次郎や魔王軍幹部たちも知るところとなる。川崎翠の動きは、火澄透から七瀬美樹への関心を移すこととなり、七瀬美樹を不安にさせた。七瀬は、北宮と和解して、北宮にその思いのたけをぶちまけた。
そんな中、新人研修は、いよいよ最終日の実地訓練に差し掛かっていた。次郎はアメリアと勝を率いて、ベニー達のグループにイシャンと片桐さやかを加えたメンバーを引率して竜王のダンジョンに向かった。次郎達にとっては日常ではあるが、新人たちには厳しいダンジョンの洗礼が待っていた。しかし、その危険に見合う報酬に驚き、将来の期待に胸を高鳴らせた。
次郎が報告のために戻ってくると、もめごとが発生していた。海堂と北宮と南の組が引率していたグループが海堂の装備に刺激されて、自分たちも欲しいと騒動を起こしていたのだ。騒動の原因は新人達が火澄達に扇動された結果のようだ。その場の騒動を南の協力で理詰めで解決すると、次郎は火澄達の動きに警戒を高めた。エヴィアからの暗黙の圧力もあって、騒動を起こしていたメンバーに対するアフターケアを行うことにする。魔力の気配から彼らがいる場所に行ってみると、訓練室で何やら戦隊ヒーローのようなポーズを極めていた。話を聞いてみると、彼らのグループは戦隊ヒーローのようにモンスターを斃したくて入社したのだという。一見色物キャラに見えた彼らだが、これまでの経歴を聞いてみると即戦力と思える技能の持ち主たちだった。希望を通したければ、組織の中でのTPOをわきまえて手段を間違えるなと忠告しつつ、気さくな態度に親近感を感じ、飲み会に誘った。
飲み会に出かけようとすると、鬼王と不死王が待ち構えていて参加すると言い出した。そこに次郎のパートナー達と海堂のパートナー達が加わり、ついでだからとベニー達のグループも加わって大きな宴会となった。ある者は腕相撲でその力を示し、ある者はこの機会を見逃さず上司に相談を持ち掛けた。アミリは藤レンジャーのグループにつかまって、宴会芸をしながら装備の提供を説得されていたりする。楽しかった宴会が終わると、次郎は魔王軍の幹部たちに二次会に誘われた。次郎が警戒すると、そこにいる鬼王、不死王、機王にエヴィアの4名の推薦で課長への昇進が決まったのだという。その一方で、知床南と川崎翠のクラン計画を採用して、3つの課で競争させ、勝者には将来ダンジョンの運営を任せるという。次郎は四者四様の笑みに励まされるのだった。
ゴールデンウィークになって、次郎は最初の4日間をパートナーに振り分けて、デートを兼ねてそれぞれ独占させてサービスした。次郎は久しぶりにかつて世話になった長谷部道場に足を向けた。酒好きな上司達のために酒倉を紹介してもらうためである。立ち合い稽古を望まれて行うと、師匠は引退を考えているというのでベニーのことを思い出した次郎は指導を依頼した。同窓会に出席した次郎は、MAO Corporationが日本国内でどう見られているのか改めて確認した。
変化があったのは魔王軍側だけではない。魔王軍本拠地の大陸である魔界のダークエルフの領域に近い場所にハンジバル帝国の勢力が秘密裏に攻め込んで本拠地を確保しようとしていた。神権国家トライスでも動きがあった。太陽神からお告げがあり、天からの使いが地球に行くので、3名の供を用意しろという。神権国家トライスはエクレール王国と協力して供を用意した。
競合編
次郎を課長として、いよいよダンジョンテスター一課が始動した。部下達のサポートに駆け回りつつ、競争相手である二課と三課の動向にも気を配る忙しい日々が始まった。一課は調和と幅広い人材育成を基本とした。二課は実践主義で鬼王のダンジョンだけに戦力を集中させた。三課は課長のプライドの高さが災いして川崎翠と火澄透が離反しつつあった。
忙しい日々が続く中、スエラが倒れ危篤状態になる。魔力適性が高い双子の胎児が大量の魔力を消費するためにベィビィ・ドレインで魔力の欠乏症になってしまったのだ。このままでは胎児とスエラの両方が共倒れになって死んでしまう。意識を取り戻したスエラは、現在の幸せを失いたくないので、自分と子供を救ってほしいと次郎に哀願して、眠りについた。胎児を殺してでもスエラを救ってみせると宣言するケイリィに、次郎は、「俺が助ける」と怒りのこもった覚悟を示した。次郎は、アメリアに協力を願い、その賢者の知恵の中からヒントを検索するとともに、ヴァルスの力で時間を稼いだ。タイムリミットが迫る中、解決策はなかなか見つからなかった。そんなときに賢者の知恵の図書館に『鉱樹の担い手』という書物を見つける。鉱樹によるアドサエルの杖が、鉱樹自身に魔紋を刻み、鉱樹にも魔素を吸収させることで、鉱樹から術者に魔力を供給して魔力の枯渇を防ぐとする記述があった。次郎は手に入れてから1年で幾多の戦いを供にし、生死の境で魔力を巡らしてきた相棒の鉱樹が条件を満たしていることに歓喜した。エヴィアと巨人王ウォーロックの協力で、鉱樹を魔力供給装置としてスエラを救った。相棒の鉱樹は、ヴァルスによる試練の影響もあって、わずか1年で樹齢数千年クラスにまで成長し、国宝クラスの魔剣になっていた。次郎は、スエラの状況改善に安堵するとともに、自分が休んでいる間に仕事を支えてくれた仲間に感謝した。
一時的に相棒の鉱樹をスエラに貸し出した次郎は、新たな武器を探した。適切な武器が見つからずにいると、ハンズが次郎の技量であればデメリットがある魔剣も使いこなせるはずだと、魔剣を薦めてきた。次郎は、最終的に炎・水・影の3つの属性を操る吸血刀である「紫紅」を選んだ。「紫紅」には食欲増進・睡眠欲増進・性欲増進という3つの継戦能力の低下のデメリットがあった。新たな武器を得た次郎は、パーティで竜王のダンジョンに挑んでいた。次郎を見つけた竜王が襲撃してきた。またかとうんざりする次郎達に、竜王はそれも仕事の内だと宣う。戦力を強化していた次郎達に、竜王も奥の手を次第に見せていく。次郎の反撃に肝を冷やした竜王は、ついには、魔王にしか見せたことがない最終形態で攻撃するに至り、次郎達はその破壊力を前に撤退を決めた。次郎達も成長しているが、まだまだ先は長そうである。
一方、イスアル側でも大きな変化があった。
神権国家トライスの大司教に神託が降り、調査と人材探しなどを目的に地球にパーティを送り出すことになった。パーティは、神界から派遣された熾天使序列二位のニシアを筆頭に、神権国家トライスの聖女であるエシュリー、その護衛としてエクレール王国のアルベン、マジェスの2名が従った。日本に渡ったパーティは、MAO Corporationの存在を突き止めるとともに、協力者を募っていくのだった。
ハンジバル帝国では、第三王女のアンリが、廃棄されたダンジョンが魔界につながっているという話を基に、自分の家庭教師であるダズロを団長に調査団を派遣していた。廃棄されたダンジョンを制圧したダズロは、魔界に拠点と戦力を築いていった。ついにダズロが管理するモンスターがダークエルフの里を襲うようになった。ダークエルフの女王である樹王ルナリアは、直ちに救援を送ることを決めた。ルナリアを足掛かりに権力を得ようとしていた川崎翠と火澄透は、ルナリアに従軍することを申し出て認められた。ダークエルフの里の甚大な被害の救済を優先するルナリアにたいして、軽挙妄動な火澄透は独断専行な行動に走った。結果として川崎翠と火澄透はハンジバル帝国に捕えられた。川崎翠は保身のためにダズロに交渉を持ち掛けた。その後、火澄透は記憶を奪われ洗脳され、アンリの下に勇者として連れ出されていた。川崎翠の方は、意識不明の重体で魔王軍に回収されていた。ダンジョンテスター三課課長のユルゲンは、貴重な戦力を失い、監督不行き届きを指摘され、失点を被った。失点を挽回しようとして一課や二課から戦力を確保しようとして断られ軋轢が発生した。火澄透の行方不明は、北宮と七瀬に暗い影を落とした。
営業妨害編
スエラの娘たちである双子が生まれて、次郎は公私とも充実した日々を送っていた。出産後一週間して、退院したスエラと娘たちと帰宅する途中、知り合いたちからも祝福の挨拶を受ける。鬼王と不死王も忙しい中、次郎一家を祝福して贈り物を送るのだった。自宅では、スエラの祖父のムイルが曾孫の顔を見にきていた。父親似の黒髪と母親似の浅黒い肌の長女をサチエラと、アルビノの稀子である次女をユキエラと名付け、田中家では優しい時間が流れていた。しかし、その裏側では太陽神による襲撃が開始されていた。
イスアル側の不審な動きを察知していたエヴィアは、牢獄でカーター・イスペリオを尋問していた。そこに熾天使序列三位のカテジナが現れ、イスアル側の虜囚を解放しようとした。虜囚達が唐房を図る一方で、エヴィアがカテジナを迎え撃ち、戦闘が始まった。熾天使序列五位であるアルテナの指揮の下、ダズロがハンジバル帝国の兵力と魔物を指揮していた。対する魔王軍も反撃に転じ、熾天使序列四位であるルーテシアが指揮する部隊には不死王が迎撃に向かい、熾天使序列六位であるメルセスが指揮する部隊には竜王が迎撃に向かった。一方で、先に日本に侵入していた熾天使序列二位であるニシアが率いるパーティは日本の過激な宗教団体を兵力に加えて、日本側からMAO Corporationに攻め入ろうとしていた。
自宅で敵対する嫌な気配を感じ取った次郎は、窓から外を見ると、天使を含むテロリストが攻撃を開始したことを確認した。緊急警報が流れる中、ヒミクは敵に主神の力が使える熾天使であるニシアがいることを次郎に警告した。次郎は、スエラと娘たち、メモリア、ヒミク、ムイルを率いて避難所への避難を開始した。緊急封鎖されたゲートが多く、避難は遅々として進まず苛立つ中で、社内に侵入した敵兵の攻撃が容赦なく降りかかる。次郎は、迎撃して廊下を血の海に染めながら、経路の途中にいるテスターたちを可能であれば逃がそうとしていた。
次郎達は、とうとうニシアに発見され、攻撃された。そこを、アミリに救われ、ニシアとアミリによる戦闘が始まる。激戦の末、ニシアを封印できたと思った瞬間別の攻撃を受ける。そこには、川崎翠に先導されて、太陽神に憑依されたイシャンと、トライス/エクレール連合軍のパーティーがいた。逃げ出したニシアからの攻撃が再開されるとともに、ムイル、メモリアとともに次郎も反撃を開始する。しかし、状況は悪化し、アミリ、ヒミクと無力化されていく。ヒミクに止めが刺されようとしたとき、次郎は自我を捨て力を暴走させてでも家族を守る決意をして後をスエラに任せた。次郎は、たちまち変貌し龍の気を放って反撃を開始し、ニシアの攻撃すらも打ち消し始めた。次郎は満身創痍になりながらも太陽神に抗い最大威力の『アマテラス』を放つが、太陽神に光属性の攻撃は通じず、太陽神の反撃で次郎は斃れる。
……起死回生の切り札を出して反撃するも倒されていく家族。魔王の救援が間に合い、反撃するも、太陽神にユキエラを奪われ、逃げられてしまう。……絶望的な光景を見せられた次郎は契約精霊のヴァルスに起こされる。ヴァルスによると次郎が倒された後の光景は未来視の能力によるものでまだ発生しておらず、時間の流れを加速した特殊な結界の中に魂のみでいるという。太陽神の神気による攻撃で次郎が強制的に魔力適性十になったおかげで、特級精霊としてのヴァルスの力を十全に解放できるようになったのだという。新たに使えるようになった力をヴァルスに説明された次郎は、未来視で見た未来を現実のものとしないため戦意を新たにする。結界を説いた後、召喚したヴァルスともに中指を立てて、「第二ラウンドだクソ神！」と反撃の狼煙を上げた。
ヴァルスの停止結界でニシアを封印して、次郎は太陽神に反撃を開始した。未来視で敵の行動を先読みし、上がった魔力適性による能力で攻撃を加えることで、攻勢を強める。攻撃を進める中で鉱樹の刀身に罅が入り始める。太陽神は武器の限界を揶揄するが、次郎は鉱樹の覚醒を感じ取っていた。ついに太陽神の聖剣に刃こぼれができ始め、鉱樹は覚醒し、太陽神を追い込んでいく。次郎は、太陽神の聖剣を鉱樹で砕き、封印魔法で逃げられないようにした上でパイル・リグレットを炸裂させた。しかし、無力化されたイシャンの代わりに一人残っていた川崎翠が聖剣をもって攻撃姿勢をとっていた。そこに現れた魔王の救援により、次郎達は勝利をつかむのだった。魔王に見送られた次郎は、自分が守った家族に囲まれて互いの無事を抱き合って祝うのだった。
病院に担ぎ込まれて療養していた次郎は、海堂から見舞いを受けていた。海堂とシィク、ミィクはアミリによってアミリのダンジョンの最深部に避難させられていたのだという。海堂は自分の無力さを悔いて次郎に相談をしてきた。次郎は、自分もギリギリのところで運よくやりたいことをやってきただけだといい、自分がどうしたいのか、自分が感じた悔しさはどの方法で解決できるのかそれを考えろと諭した。
魔王は、各将軍とエヴィアに提供させた報奨を次郎に下賜するとともに、魔王自身は次郎の後見人になることを伝えた。次郎は、巨額な報奨にうろたえていた。鬼王からの宝石は妻たちに分配すればいいし、樹王からの世界樹の苗は娘たちのためにも適当な場所に植えればいいが、エヴィアからの広すぎる土地、不死王からの十桁の金額のお金、機王からの魔導機動戦艦、巨人王の近衛職人については次郎は扱いに困っていた。その様子を見たメモリアは、魔導機動戦艦を借り受けて次郎の名前で戦後の復興のために使いたいと言い出した。次郎は妻たちに、「この先、お前たちの隣に立ち、胸を張って自慢の男だと言えるような存在になるには必要か？」と問う。次郎の好きなようにすればいいという妻たちに、次郎は資金と人材と魔導機動戦艦を自分の名を出さずにトリス商会を使って戦後復興のために役立てることにした。吹っ切れた次郎達は、エヴィアからの土地に新しい家を建てることを企画するのだった。
敗北した太陽神は、たかが人間に負けたことに復讐の炎を滾らせていた。依り代としてユキエラを狙うとともに聖剣を超える神剣を鍛えるのであった。
業務提携編

技術漏洩編

抜擢編

業務報告書　追憶編

管理職編

共同作業編

外伝 IFストーリー　もしも主人公が異世界に召喚されていたら

建造編

戦争編

## 主な登場人物
田中次郎
主人公。28歳とダンジョンテスターの中では最年長である。就職時には魔力適性八(将軍級)で、剣道の経験が多少あるだけの人間だった。エボルイーターに食われた後の体の再構成で魔力適性九(準魔王級)になり、太陽神による襲撃で古龍の血を暴走させた上に太陽神の攻撃による神気によって強制的に魔力適性十(魔王兼勇者クラス)に引き上げられている。
実力と交際が魔王軍よりであることが評価されて、主任、ダンジョンテスター一課課長と出世してきている。ダンジョンテスター一課課長には、鬼王、不死王、機王にエヴィアの推薦があった。
父親は伊知郎で世界中を飛び回る写真家で魔力適性は皆無だったが、母親の霧香は魔力適性十(魔王兼勇者クラス)と戦闘技術、異常な程の勘の良さを誇り、過去に勇者召喚から逃げ切った経歴がある。母親の妹である叔母の相模霧江は、神道系の呪術者集団である日本神呪術協会の関東支部長である。
ブラック企業で6年間働いてきた実績は伊達ではなく、忍耐強さと、敵対する者を正攻法で潰せるだけの精神力と知恵を持つ。過去には職場で有害な上司の無能さを証明し、そのまま潰して辞職に追い込んだことがある。その胆力は、悪魔であるエヴィアをして、他の身勝手な正義を振り回すだけの人間とは違う面白い人材だと言わしめた。
当初、スエラ、メモリア、ヒミクの3人が魔王軍の書類上の妻になって同居しているが、そこに次郎が将軍職として屋敷を構えたあたりでエヴィアが加わり、最後にケイリィが加わっている。スエラの妊娠で結婚式を後回しにしていることもあり、ダンジョンテスター一課発足時において公にはその3人にエヴィアを加えた4人が婚約者とされていた。次郎としては5人を平等に扱っているつもりであるが、妻の地位としてスエラ、メモリア、ヒミク、エヴィア、ケイリィの順で序列がある。エヴィアの位置づけは微妙ではあるが、次郎の地位が上がるにつれて、対外的には家柄と魔王軍での地位的に正妻として扱われている。社会的地位と武力ではエヴィアが頂点であるものの、家族としての精神的なまとめ役はスエラであることはエヴィアも認めている。
武器として鉱樹という成長する武器を使用しているが、これも驚異的な成長を遂げており、それに引き上げられる形で種族が人間から龍族寄りに変化しており、寿命もかなり伸びている。
子供達
子供については、「冬期疾走編」で妊娠発覚後に「営業妨害編」でスエラが次郎との間に双子の娘を出産している。長女である黒髪に褐色肌のサチエラ・T・ヘンデルバーグと、次女である銀髪に白肌のユキエラ・T・ヘンデルバーグである。「共同作業編」でエヴィアの妊娠が発覚し、終戦後に誕生してルナと名付けられている。エピローグではヒミク、メモリア、ケイリィがそれぞれ妊娠していることが分かっている。
外伝では、スエラの娘として二人の娘(フレア・T・ヘンデルバーグ、ヘレナ・T・ヘンデルバーグ)が登場している。他にメモリアの娘(マリア・T・トリス)、ヒミクの娘(田中カスミ)、エヴィアの娘(クレア・T・ノーディス)も登場している。子守をしていた十代後半と思われるフレアの年齢からすると、ヘレナ、マリア、カスミ、クレアは次郎が40代後半の時に生まれた子供と推測され、他にも子供がいる可能性がある。
ヴァルス
次郎と精霊契約している特級精霊。精霊契約の目的が妻達と人生を供にできるだけの寿命を得るということで、使役して精霊魔法を行使することは目的としていないため出番はほとんどない。オマケ的に時間経過を無視できる訓練空間の提供と、時間停止した倉庫の提供が行われている。特級精霊との完全な契約には魔力適性十が必要であったためにそのような限定的な契約になっていたが、太陽神の襲撃によって魔力適性十に次郎の格が上がったことで、本来の契約で能力を発揮できるようになっている。
ヴァルスの知り合いの特級精霊として、教導を司る精霊トリス、記録を司る精霊テンダ、表現を司る精霊ビリオリ、家屋を司る精霊ジャッケー、循環を司る精霊マイルの五柱がいる。ヴァルスがダンジョン設営の手伝いを依頼されたときにこれらの五柱の特級精霊を召喚して次郎の関係者を驚かした。
フェリ
次郎が守護するダンジョンの核となる神獣。種族としてはフェンリルであるが、まだ幼体で、その容姿は全長10メートルを超える巨体ではあるものの白いトイプードルの子犬である。
スエラ・ヘンデルバーグ
人事部主任のダークエルフ。210歳。魔力適性六(副将クラス)。上司であるエヴィアからの信用も篤い。20歳ぐらいの就職活動中の女子大生といったメリハリの利いた容姿に、仕事の実績に支えられた管理職の風格が漂う女性。精霊魔法使いであるが、基礎的な近接戦闘もこなす。田中次郎を採用して面倒を見ているうちに、その真摯な仕事ぶりに懸想してしまい交際後、双子の妊娠を機に正式に婚約している。次郎がテスター課主任に昇進時にテスター課課長に昇進した。ダンジョンテスター一課から三課が発足した時には次郎に課長職を引き継ぐ形で育児休業に入っていた。一見、パートナーを見守る待つ女のように思われがちだが、成長し出世していく次郎と対等なパートナーでありたいと努力を惜しまない負けず嫌いで頑固なところがある。太陽神による襲撃事件後、職場復帰にあたり戦力不足を痛感して、鑑賞の大精霊アイ、農業の大精霊トファム、リゾート管理の大精霊テンプメ、清掃の大精霊ワイッシュ、裁縫の特級精霊ニードを新たな契約精霊として増やしている。
祖父がムイル、父がマイット、母がスミラスタである。ムイルは救国の英雄として知名度がある。
バルログ
スエラと精霊契約している火と影の複合大精霊。スエラが持っている最大の切り札。
メモリア・トリス
商業施設雑貨店店員の吸血鬼。193歳。一見、高校生ぐらいの少女に見えるスレンダーで華奢な体格の女性。急な引き継ぎで開店に間に合わなく雑多状態の店内の整理に苦労しているところを田中次郎に手伝ってもらった。それ以後、田中次郎が常連客として通っているうちに世間話をするようになり次郎に思いを抱くようになった。レジャー施設に誘われたのをチャンスとしてプロポーズし、スエラとも格付けして恋人の立場を射止めた。実家が営むトリス商会は魔界では知る人ぞ知る大店の一つである。
父がグレイ、母がミルルである。
エヴィア・ノーディス
魔王軍近衛頭兼人事部部長をしている悪魔。魔力適性九(準魔王級)。Mao Corporationの本社施設があるダンジョンを管理している。魔王を守護し補佐する秘書のようなこともしている。もともとは弱小貴族のノスタルフェル家長女で侍女として当時はまだ数ある魔王の候補でしかなかった魔王の家にやってきた。エヴィアは落ちこぼれのレッテルが貼られ、嫁または愛人候補として放逐されたのである。そこからライドウとノーライフの指導にて叩き上げで実力を蓄え、魔王軍の幹部にまで上り詰めたキャリアがある。そのキャリアの過程でノーディス家の後ろ盾を得て養女になっている。実力主義の魔王軍にあって、思考が読みやすく、優遇しただけきっちりと結果を出してくる次郎はエヴィアにとって興味深い存在だった。魔王から田中次郎との政略結婚を持ち掛けられた。生活面ではエヴィアの少女時代からの側付き兼教育係であるタッテに依存している。次郎が将軍職に就任後、次郎の子を身籠ったことで、ルナリアに魔王の秘書役を引き継いで、裏方に回って仕事をセーブしている。
戦闘においては、精神的に相手に揺さぶりをかけながら、無数の魔剣を駆使して圧倒する戦法を取る。魔王軍の中でも将軍職に次ぐ戦闘能力を誇っている。
ヒミク
原初の十二天使の七番目の熾天使。勇者に随行してエヴィアと戦った結果傷つき休眠していた。休眠しているところを発見され、封印されてダンジョンコアに組み込まれてダンジョンの動力源にされていた。ダンジョンコアを破壊して脱出するためにダンジョン内を放浪しているところで田中次郎と出会い、もし自由となって戻ったとしても、仕事量が凄まじい事になっていると考え、堕天して田中次郎と契約し行動を共にすることにする。この契約をもって魔王軍では婚約者とみなされている。日本の和風文化がお気に入りで、和菓子が気に入っている。同居している次郎の他のパートナーが仕事を抱えていることもあって、割烹着を着て田中家の家事を一手に任されて勤しむとともに、次郎の訓練相手になっている。
ケイリィ・アーシャル
スエラの同僚であるダークエルフの人事部員。209歳。身長165cm。魔王軍にスエラと同期で入隊した同僚。スエラにとっては、自分に何かあったら後のことをすべて任せて自分の後釜に据えたいほど付き合いの長い親友である。スエラと次郎の交際を最も近くで見守り応援して来た人物である。スエラが出産に伴って職場を辞した後は、田中次郎の秘書的な立場でサポート役になっている。その結果として、公私ともに次郎に近づきすぎてしまい、共同作業編で、婚約者の末席に入れてくれるようプロポーズするまでに至っている。
パーティ・月下の止まり木
田中次郎のパーティ。次郎は当初にソロ活動をしていたが、人事部からリクルーターの業務命令を受けたのを機に採用したメンバーとパーティを組んだ。ダンジョンテスター一課発足時にダンジョンテスター一課一班。
海堂忠
田中次郎の元の職場の後輩。25歳。魔力適性四(隊長クラス)。次郎に半ば騙される形で転職するも、仕事のやりがいに満足している。趣味は、アニメや特撮映画。ロリコンではないといいつつも、一見して少女にしか見えないアミリ、シィク、ミィクに囲まれ、天使と魔王軍の幹部によるアニメ談義に巻き込まれている。太陽神による襲撃ではシィク、ミィクとともにアミリに保護される形となり、家族を守った田中次郎に憧れるとともに、いつかは自分が守る立場に立ちたいと願い努力を重ねている。
母親の海堂巡(かいどうめぐり)は、元レディースの総長で子供の教育にも口より先に鉄拳制裁を行う姐さんタイプである。趣味は任侠映画・極道映画。40代後半であろうにもかかわらず小学校に通う少女と見間違うほどの幼い容姿をした女性でもある。
所沢勝
アルバイトの高校生。16歳。魔力適性五(準副官クラス)。知床南と川崎翠とは親戚。知床南の保護者的存在。知床南の世話で鍛えられたこともあって、好意を向けてくれる相手には優しくて気遣いできる男になってしまっている。その行動は承認欲求に飢えた子供っぽい部分の裏返しで、頼られる理想の大人になろうとあがいている少年である。そこが年上の女性を惹きつけている。
知床南
アルバイトの大学生。19歳。魔力適性七(準将軍クラス)。所沢勝と川崎翠とは親戚。所沢勝とは親戚で子供のころから比べられてきた。所沢勝に対する好意を自覚した時には、既に勝が川崎翠と仲が良かったために、勝を後押しして交際を開始させた。川崎翠に勝が振られた上に、離婚による家庭崩壊で孤立していた勝に意図的に依存することで勝の承認欲求を満たしていた。勝に恋する不器用な乙女である。
ゲーム好きだが、ゲームビジネスと関わるのは何か違うと感じていた。Mao Corporationでのアルバイトで本当に自分がやりたかったことは何か見直そうとしている。
北宮香恋
アルバイトの大学生。21歳。魔力適性六(副将クラス)。火澄透の幼馴染。火澄透の恋人のつもりでいたが七瀬美樹に立場を奪われた。居づらくなって荒れていたが、田中次郎のパーティに移籍した。火澄透とのことがトラウマになって恋愛に臆病になっていたが、パーティ活動を通して所沢勝が気になる存在になっている。親しい相手が困っているとほおっておけない面倒見がいいタイプなだけに気苦労が絶えない。
アメリア・宮川
アルバイトの高校生。16歳。魔力適性八(将軍級)。ダンサーになることを夢見て公園で練習している時に、リクルート活動中の次郎に会いジュースをおごられたことがある。神権国家トライスに勇者召喚された後、次郎達に救出された。かつての魔王の魂とそれを封印する賢者の魂を取り込んでいたことで、ダンジョンテスターとしてスカウトされる。母子家庭で、その後のトラブルで娘を心配する母親の宮川美枝もMao Corporationに事務職員として勤務することになる。
明るくて気遣いができるのでモテるのだが、気遣いができる田中次郎や所沢勝、マイクといった存在が好みの男性の基準になってしまったことで、他の男性が面倒な存在でしかなくなってしまって男性運のなさを嘆いているところがある。
マイク
アメリアに憑依して、アメリアの体に初代魔王の魂を封印していた賢者。アメリアに魔法を教えていた。自らが持つすべての知識を魔術的な図書館としてアメリアに受け継がせた後、初代魔王の魂が不死王により滅ぶまで封印して消滅した。
ダンジョンテスター一課二班
第2期採用のダンジョンテスターのパーティ。出世頭の次郎に挑戦してきたベニー、バート、朱亞の3人がそれをきっかけに訓練などの行動を共にするようになってパーティを組んだ。そのパーティを気にいった次郎が、田中榛名を川崎翠の影響から守りたいということもあって誘導して加入させた。ダンジョンテスター一課二班として再編成された時に片桐とイシャンを追加している。
ベニート・カリーニ
愛称はベニー。陽気に笑うイタリア系のイケメン。
バート・オルグレン
ガタイのいい黒人。
朱亞
中学生かと見間違うような小柄な女性。太極拳の道場で師範代を務めていたことがある。
田中榛名
日本に生き残っていた鬼族のまとめ役の一人。兄の猛とともに未来がない鬼族の復権を目論んで儀式を行うが、次郎達に阻止される。復活した魔物と戦う次郎の背後に鬼の気迫を感じて気にしている。次郎の母親に気に入られ養女となり、次郎の義理の妹としてMAO Corporationに入社した。魔力が多い社内で、次郎に見守られ、日本にいた時よりも生き生きしている。
片桐さやか
ショートヘアのスポーツ少女といった感じの格闘家。家族を養うために、お金を稼ぐことに貪欲なところがある。
イシャン
片手剣と盾、そして弓も使えるオールラウンダー。勇者候補として太陽神に浸食されており、ついにはMao Corporationへの侵攻で太陽神の依り代にされた。
パーティ・藤レンジャー
加藤炎侍率いる戦隊ヒーローに憧れる第2期採用のダンジョンテスターのパーティ。ダンジョンテスター一課三班として再編成されたときに浜松を追加している。
加藤炎侍
藤レンジャーのレッド。防衛大卒業後、自衛隊に勤務していたが求人広告に誘われて転職した。
後藤茂雄
藤レンジャーのブラック。元ヘビー級のボクサー。
伊藤梨恵
藤レンジャーのイエロー。カレー好きな占い師。
佐藤叶
藤レンジャーのホワイト。探偵。柔道三段、空手四段、合気道二段、剣道三段、薙刀術に弓道と格闘術や武術を究めている。
遠藤健
藤レンジャーのグリーン。プロゲーマー。
浜松
ダンジョンテスター一課三班として再編成された時の追加メンバー。
パーティ・翼
第1期採用のダンジョンテスターのパーティ。もともとは北宮香恋を含む3人のパーティだったが、恋愛感情のもつれから2人のパーティになった。その折、パーティ戦力の低下に対して、次郎の指導を受けている。ダンジョンテスター三課所属。
火澄透
アルバイトの大学生。22歳。魔力適性七(準将軍クラス)。浮気症のイケメン。不器用で勝気な性格もあり、軽挙妄動でトラブルを引き起こしやすい。ダンジョンテスターを始めた当初こそ好成績を収めていた。カイラとスエラとの対立を起爆剤にした次郎達の奮起の煽りをくらって不運に見舞われている。一時は次郎による指導で持ち直したものの、能力の成長が鈍化し、手詰まりを感じている。七瀬美樹に浮気して北宮香恋と喧嘩して見捨てられたにもかかわらず、川崎に誘惑され、七瀬美樹との仲もおかしくなってきている。川崎翠によってハンジバル帝国に身柄を売り飛ばされて洗脳された後は消息不明となっている。
七瀬美樹
アルバイトの大学生。21歳。魔力適性五(準副官クラス)。負けず嫌いの努力家。計算高く恋心を抱いた火澄透には気弱な大和撫子を演じていた。次郎に、このままでは足手まといの回復キットで終わると指摘されて、奮起した。守られるだけの存在から戦力になるようになれたのはいいが、火澄透の心が川崎翠に移ろってしまったことに悩んでいる。
パーティ・step beat
第1期採用のダンジョンテスターのパーティ。神崎という女性弓師がリーダーを務める女性5人組パーティ。
神崎恵
ルックスが高い女性ばかりのパーティということで、第1期のダンジョンテスターの数がまだ多かった頃に人間関係のトラブルに悩んでいた。苦学生でMao Corporationでのアルバイトによる高い所得を無視できず、一時は次郎に進退を相談したりもしていた。悩みの種となっていた他のダンジョンテスターが淘汰されていく中で悩みが解消されていったようである。
パーティ・黄金の丘
第1期採用のダンジョンテスターのパーティ。男の魔法使い四人組のパーティ。成績的には最下位のパーティ。
その他ダンジョンテスター
川崎翠
第2期採用のダンジョンテスターで、ダンジョンテスター三課所属。計算高く、他の人を誘惑して利用し、陰謀をめぐらす野心家のトラブルメーカーの女性。知床南と所沢勝と親戚で、知床南の後押しもあって所沢勝と交際していたが、海外留学を機に別れた。次郎とは、前の会社の営業先で会ったことがあった。Mao Corporationでは依存先を探しまくった挙句に火澄透に依存していた。太陽神との接触後はイシャンに乗り換えており、太陽神の依り代となったイシャンに随伴する形で襲撃に参加している。
インシグネ・ルナルオス
魔王。魔族の王にして、MAO Corporationの社長。魔力適性十(魔王兼勇者クラス)。
魔王軍七将軍
七将軍がそれぞれダンジョンを運営し、魔王を補佐している。
ライドウ
鬼族の総大将である鬼王。魔力適性八(将軍クラス)。次郎の近接戦闘の教官。
妻にエンカ、側室にサイがいる。子供は、エンカとの間に長男のゴウドウと娘のユカ、サイの息子にガドウ、他に末っ子のイナがいる。
ノーライフ
不死者の王である不死王。魔力適性八(将軍クラス)。次郎の魔法戦闘の教官。
妻のシュリー・ノーベリッジ・フォン・ノーライフはゴーストであるが、普段は不死王ダンジョン経営の補佐をしている。
人間であった頃に、勇者パーティの一員として当時の魔王討伐に参加したことがある。当時の家族構成は妻と息子が3人と娘が一人いた。同じパーティに参加していた仲間で、太陽神の狂信者だったエールドに裏切られ捕らえられ、目の前でエールドに扇動された教徒達に一族郎党を焼き討ちされた後自身も殺された。復讐の念から復活して不死者となり、同じ無念を抱きゴーストとして彷徨っていた妻と再会した。
旧カリセトラ辺境伯で神剣と交戦後、アイワと交戦状態になった後魔法で作り出した混沌の空間で消息不明になり、MIA(作戦行動中行方不明)と認定された。
ルナリア
ダークエルフの女王である樹王。魔力適性九(準魔王クラス)。次郎達以外の魔法戦闘の教官。次郎達との交流が少ないこともあって、川崎翠に出世の足掛かりとして狙われた。
ウオーロック
巨人族の王である巨人王。魔力適性八(将軍クラス)。職人肌の頑固者。
アミリ・マザクラフト
機王。魔力適性七(準将軍級)。古の時代の技術で作られたゴーレムとホムンクルスの間の子。幼いプレティーンエイジャーの少女に見える。
機械好きが高じて、海堂忠と特撮戦隊ものやロボットもののアニメで盛り上がり、付き合うようになった。
クズリ
蟲たちの女王。魔力適性八(将軍クラス)。禁断のエボルイーターに手を出して自滅したと思われていた。行方を眩ました後に、魔王軍に対して反旗を翻す準備をしていた。
バスカル・ヅータ・バハムート
快楽主義と戦闘主義を兼ね備えた竜族の王である竜王。魔力適性九(準魔王級)。ルイーナを祀る神殿の出身。
七将軍の欠員を埋める幹部候補として名が挙がってきた次郎がソロで竜王のダンジョンを攻略している際に、次郎が鋼竜を討伐したのを見て次郎を斃しに来た。それを痛み分けで引き分けた結果、次郎を良い遊び相手と認識して、ダンジョン内で次郎を見つけると直接襲ってくるようになった。
カイラ・ノスタルフェル
スエラの同僚の人事部員の竜人で自称スエラのライバル。
ハンズ
商業施設武器店店員の巨人族。リスクを理解して呪いの装備を売っていたり、次郎が予想以上に活躍した事により鉱樹の専用コーナーを作ったりするなど、行動が早い。
ロイス
人事部テスター教育係座学担当兼開発部所属のダークエルフ。魔力適性六(副将クラス)。スエラに片思いしているが、スエラにはただの障害物としか認識されていないことが多い。
ノルド・ノーディス
エヴィアが養女になっているノーディス家の子供で、義理の弟である悪魔。父がカデン・ノーディスで母がイブ・ノーディスである。実家でニートをしていたようだが、夏期給与の査定として実施されたイベントに駆り出されていた。次郎に無力化されるようでは情けないと魔王軍のブートキャンプ送りにされ、地獄を見たようである。ブートキャンプ後は魔王軍で通信業務についていたようだが、その職場でも腑抜けた態度を見せていたので、エヴィアによってより鍛えらえる部隊に送り込まれた。ブートキャンプで同性からプロポーズされて以来、男色の傾向に悩んでいるようである。情に篤いエヴィアに実力以上の成果を求められて、その仕置きが重荷になっている。ある意味、エヴィアの期待に応える成果を出してしまった田中次郎による間接的な被害者である。
ファルゴーレ
ダンジョンテスター二課課長の虎の獣人。利用できるものは何でも使うという合理主義。
ユルゲン
ダンジョンテスター三課課長の悪魔。公爵家の子息でもある。自分以外は下賤と言いたげなほどのプライドの塊。
ルイーナ神殿
ルイーナを祀る神殿。
ルイーナ
夜を司る月神。亜人族を守るために魔界を創世した。もっとも極度のロリコンであり、亜人族全体を守るためというより太陽神の暴虐で生まれた大量の幼い遺児たちを保護するために行動したというのが実態であったようである。熾天使に相当するルイーナの子は精霊であるが、ルイーナの傲慢さから精霊からは避けられている。
サナリィ
ルイーナに仕えるシスター。神降しができるルイーナ側の勇者でもある。
サムルリアーラ
愛称：サムル。見かけは幼女だが、ダンジョンのメンテナンスをする神殿関係者。幼い見かけに反してスエラより年上で200歳を超えている。戦闘狂の傾向がある。
ヤムルミーア
愛称：ヤムル。見かけは幼女だが、ダンジョンのメンテナンスをする神殿関係者。サムルが引き起こす面倒ごとに巻き込まれているところがある。
カーター・イスペリオ
かつての勇者の血を引く吸血鬼。カリセトラ辺境伯の下で副騎士団長を拝命して雌伏の時を過ごしていたが、太陽神からの接触を機に勇者として魔王に反旗を翻すも、魔王に捕獲される。牢獄にとらわれていたが、カテジナにより解放される。最終的に、次郎とノーライフにより討伐された。
神界
イスアリーザ
昼を司る太陽神。原初の十二天使と呼ばれる熾天使の父。
シィク/ミィク
ヒミクの妹である双子の熾天使達。海堂の魂が気に入って、海堂と天使の誓約を交わし、海堂の家に居座った。幼いプレティーンエイジャーの少女に見える外見で、魔法少女もののアニメが好みである。
アイワ
熾天使序列一位。元人間である初代勇者。神の元が一番興奮できる戦場を用意してもらえるからという安直にして最悪の理由で太陽神に従い、戦うために人の身から熾天使となり、熾天使序列一位にまで駆け上った戦闘狂。
元は、別の世界の戦争の神であったが平和になって不遇になっていたところをイスアリーザに召喚され戦いを求めて臣従した。魔王軍との戦いでイスアリーザが瀕死になったところで裏切って吸収した。最期は、田中次郎がアイワの神核を砕いたことで存在が保てなくなり、自分に勝った田中次郎を祝福した。その祝福により、田中次郎は神への道を歩むこととなる。
ニシア
熾天使序列二位。エシュリー、アルベン、マジェスの3名を導いて、地球での魔王軍の動きを警戒するとともに、日本まで新たな勇者を直々に探しに来た。地球に行くのに伴って、太陽神から魔素の発生器官を体に与えられており、魔素がほとんど存在しない場所でも活動可能となっている。MAO Corporationをイシャンに憑依した太陽神などとともに襲撃するも、次郎が召喚したヴァルスに行動を封印され、魔王に捕獲された。
カテジナ
熾天使序列三位。牢獄にとらわれていたカーター・イスペリオを解放後、エヴィアに討伐され捕獲された。
ルーテシア
熾天使序列四位。魔王軍への襲撃でハンジバル帝国とともに参戦するも、不死王に討伐され捕獲された。
アルテナ
熾天使序列五位。魔王軍への襲撃でハンジバル帝国のダズロに対する軍師的な役割を果たしていた。鬼王に討伐され捕獲された。
メルセス
熾天使序列六位。魔王軍への襲撃でハンジバル帝国とともに参戦するも、竜王に討伐された。
神権国家トライス
宗教的要素が濃く、教皇を宗教的象徴として、その下で大司教が国を治めている。
多数の勇者を召喚してそれらを贄にして聖剣を作ろうとしたが、次郎に阻止された。 
エシュリー・リア・ミカルド
神権国家トライスの聖女。巡業巫女時代にフォレストベアに襲われていたところを次郎に救われ、サカルまで送り届けられたことがある。
エクレール王国
神権国家トライスとエクレール王国が連合を組んで、ハンジバル帝国と戦争している。
アルベン・マクェス・フォン・セルベル
エクレール王国第二騎士団団長。侯爵家出身。
マジェス・グラーフ・フォン・エルエス
エクレール王国宮廷魔導士第三席。伯爵家出身。
ハンジバル帝国
皇帝ルージアナ・ハンジバルが率いる帝国。イスアルの大陸西方の覇者である軍事大国。宗教的要素が薄い。魔王の遺骸を利用してゴーレムを作り出している。
ルージアナ・ハンジバル
ハンジバル帝国の皇帝。王妃以外に四人の側室がいる。
エッケンバッハ・シュベーゲン
ハンジバル帝国の宰相。
アンリ・ハンジバル
ハンジバル帝国の第三王女。何をしでかすかわからないので閉じ込めておけという意味で『籠の中の姫』ともいわれる。
ダズロ
ハンジバル帝国の第三王女の家庭教師。魔界の廃棄されたダンジョンを拠点として占拠して攻め入っている。
その他地球側
ミマモリ
日本の土地神。地上を去って高天原に行った上位の神との連絡役としての任を担っている。
月狐
ミマモリの眷属。白銀の毛並みを持つ大型の狐。
相模霧江
日本神呪術協会関東支部長を務める。田中次郎の母親である田中霧香の妹。田中霧香が実家の家業である神職を継ぐことから逃げて嫁に行ったために家業を継ぐことになった。
安倍晴輝
日本神呪術協会副会長。
浪花富和
日本神呪術協会関西支部長。
曙康
日本国防衛省事務官。日本政府の全権大使。
華生英輔
日本国外務省所属。
ジョセフ・ノイマン
アメリカ合衆国国務省所属。
スサノオ
30年以上の長きにわたり田中霧香に高天原に入り込む龍脈の調整をやらせていた神。霧香が伊知郎ともに世界中を飛び回っていた原因の一つは、スサノオと霧香との契約によるものだった。

## 用語・世界観
魔王と勇者
イスアルの世界を作った神は、息子である二柱の神に世界の管理を兄弟に任せることにした。その際に、優秀な方にこの世界を任せ、弱き方をその世界の糧とすると宣言した。その言葉に反発した兄弟は、太陽を司る兄が昼を統治し、月を司る弟が夜を統治した。長き年月が経つうちに年々成果を出す弟の力に兄であったイスアリーザは耐えきれず、仲良き兄弟の絆に罅を入れた。次第に、人族の信仰が太陽を司る神に集まり、亜人族の信仰が月を司る神に集まるようになった。ある時、ちょっとした火種から災い起こり、人族と亜人族の間にそれぞれが信仰する神を巻き込んで戦争が発生した。
5000年ほど前、月を司る神ルイーナは、滅びそうになった亜人族を別の大陸に退避させ、その身を犠牲にその大陸をイスアルとは別の世界に隔離し匿ってくれた。以来、月を司る神ルイーナが去った世界では薄明の時はあっても夜が無くなり、月を司る神ルイーナがかくまった世界であるアナタリスでは薄明の時はあっても昼が無くなった。
分かたれた世界は新たな恐怖を産んだ。神の信仰は神自身にとって力そのもの。存在を確定し、神の力を保持するには人間などの生き物からの信仰は欠かせない。最初は一つの大きな信仰だったのが人族の信仰と亜人族による信仰の二つに分かれ、力が分散されてしまった。太陽を司る神である太陽神は焦った。月の神である弟の力が自分を超えるのでは、と。事実、一時は超えていた。イスアルに帰りたいという思いを魔王が束ね、自分たちを守ってくれたルイーナに信仰を集めていたからである。一方で人族は亜人族の大半が去った後も人族の間で戦争を繰り返し信仰が廃れていった。力を超えられた太陽神は、人族を滅ぼす共通の敵として亜人族を名指しし、魔王に対抗する力として、勇者を召喚できるようにした。勇者という力を依代に太陽神への信仰を強化したのである。これにより、話し合いでイスアルに帰りたいという思いは踏みにじられたのである。
魔王に勇者が挑むようになると、魔王城とイスアルを繋ぐ経路にダンジョンが作られるようになった。イスアルへの帰還と入植をしたい魔王軍と勇者とのダンジョンをめぐる長い戦いがこうして始まった。
勇者
太古の昔、イスアルまたはそれに似た異界から地球に移り住んだ者たちがいた。その多くが魔物として恐れられ神として崇められたが、地球には魔力が乏しいため、短い期間に滅んでいった。それでも、乏しい魔力の環境に適応した末裔が存在していた。
イスアルの太陽神は、この末裔の中で魔力適性が高い者に注目し、勇者として召喚できるようにした。勇者は、乏しい魔力の環境に適応していたので、魔力が豊富なイスアルでは超人的な力を発揮したのである。
MAO Corporation
何人もの魔王がイスアルに挑んで、勇者に滅ぼされたり、失脚して政治的な力を失ったりしてきた。魔王と勇者との間に産まれた子の末裔である今代の魔王は、事前にダンジョンの問題点を洗い出しておけばよいのではないかと考えた。地球から勇者の適性のある者を雇い、平和的にダンジョンを攻略させてテストすることで、強化しようと考えたのである。そのアイデアを具現化するためにダンジョンテスターを雇用する会社として設立されたのがMAO Corporationである。
日本での表向きは、鉱物などの希少鉱石を取引する貿易企業である。いつまでも貴金属を円に換金していたのでは財政的に問題があるということで、テスターに支払う円や嗜好品を購入するための資金を稼ぐために、魔界でだぶついている原油を日本に輸出しようという話もあるようだ。
魔王軍とイスアルとの戦争が終結してイスアルナンダが建国された後は改組され、Another World Companyとして田中次郎が代表に就いた。
精霊界
ルイーナの子である精霊が住む世界で、イスアルに隣接するわずかに次元がずれた世界である。精霊契約により精霊を召喚し、魔力を代償にその力を借りれば人外の力を行使可能となる。ダークエルフには、ルイーナではなく、ルイーナの子である精霊を信仰する者が多い。
神界
神とその眷属が住む世界で、イスアルに隣接するわずかに次元がずれた世界である。
ソウルとブラッド
ダンジョンで発生するモンスターは、ソウルとブラッドに分類される。亜人族と似た形態の魔物もいるが、人とロボットほどの差があり別物である。
ソウル
ソウルは魔力だけで形成された魔物で、一般的にダンジョンに徘徊しているものの大半がソウルである。死ぬと魔力に還元され消滅する。
ブラッド
ソウルの進化種として生まれる魔物で、数こそ少ないが三倍から十倍の能力がある。死ぬとソウルと同様に魔力に還元され消滅するが、魔石や素材となる体の一部を残す。
魔紋/聖紋
特殊な染料で肉体に書き込む魔法陣の一種。一度書き込むと肉体になじみ肉体とともに成長する。魔力を扱いやすくするとともに、魔力による肉体強化が行えるようになる。魔王軍では魔紋、イスアルでは聖紋と言っているが、様式が異なるだけで基本的には同じもののようである。
鉱樹
魔力を吸って成長する鉱物系の植物。武器の形に加工すると使用者の魔力に合わせて成長する武器となる。別名「鍛冶屋泣かせ」。鍛冶屋の手によらず成長して、うまく成長すれば、伝説級の魔剣や聖剣に成長するが、それは万に一つの可能性で、ほとんどのものはそこにまで至れずナマクラで終わる。
神権国家トライスでは、召喚した勇者の魔力や封印した魔王の魔力で人工的に鉱樹から聖剣を作ろうとしていたが、成功している様子は書かれていない。
なお、次郎の鉱樹の成功を見て、会社内の武具販売所では各デザインの鉱樹専用コーナーが出来ている。
田中次郎の鉱樹
次郎が持つ鉱樹は、元々が会社でひっそりと売られていた物であり、それを購入した次郎とともに成長し、元々は次郎と接続して効率よく魔力を通す程度だったが、いくつかの転機を乗り越えてある程度意志を持つまでに成長している。一つ目の転機がエボルイーターの事件で次郎の体を再構築するのに貢献している。二つ目の転機がヴァルスとの精霊契約に伴う試練で樹齢数千年クラスに成長。三つ目の転機がバスカルとの闘い後のシンズスカルドラゴンとの融合で自我を得て、鉱樹からの浸食で次郎は人間を辞めている。四つ目の転機として、巨人王ウォーロックにより『アドサエルの杖』の手法が応用され魔紋が施された。五つ目の転機として、太陽神が憑依したイシャンが持つ聖剣の神気を帯びた攻撃と、次郎が魔力適性十に成長したことの反動で新たな状態に脱皮した。結果として国宝級の魔剣に成長している。
最期は、神となったアイワの神核を砕いたことで刀身が砕けた。砕けた刀身はルイーナから祝福され次郎の嫁たちのエンゲージリングに加工された。残った核は鉱樹の苗木として再生され、次郎の結婚式を彩る花々の中に埋もれた。
魔剣
強力なメリットがある一方でそれに対応するデメリットがある剣。その力に酔って、使っていくにつれて精神を侵食されていき、気づいたときには手遅れになっていることが多いがゆえに魔剣とされている。
魔剣を作る側も、魔剣を使う側も、ともに魔剣とその副作用を御するだけの精神力と力量を要求される。
聖剣/神剣
聖剣と神剣は、魔力を神の力、神力に変換するための媒体である剣である。神剣の方が聖剣より効率よく神力に変換できる。剣の担い手の肉体を神力を行使できる天使の肉体の性質に近づける効果がある。スキルを持った存在の魂を宿すことでより強力な力を発揮する。中にはその魂によって人化することが可能なものもある。

## 書籍情報

### 小説
| 巻数 | タイトル                                                   | 発売日         | ISBN                   |
| ---- | ---------------------------------------------------------- | -------------- | ---------------------- |
| 1    | 異世界からの企業進出⁉ 転職からの成り上がり録1 入社篇       | 2018年10月18日 | ISBN 978-4-15-031343-2 |
| 2    | 異世界からの企業進出⁉ 転職からの成り上がり録2 リクルート篇 | 2018年12月19日 | ISBN 978-4-15-031354-8 |
| 3    | 異世界からの企業進出⁉ 転職からの成り上がり録3 夏季考課篇   | 2019年2月20日  | ISBN 978-4-15-031361-6 |

書籍収録の短編小説
間章1 人のいぬまの静かな夜に（第1巻収録）
「入社編」の合同研修会後の反省会を兼ねた飲み会の一幕。鬼王、不死王、樹王とエヴィア・ノーディスによる田中次郎の評価が語られる。
間章2 海堂忠の日報一ページ目（第2巻収録）
海堂忠の視点で見た転職前の田中次郎の様子と、海堂忠のアミリ・マザクラフトとの出会いの物語。
間章3 親友の変化（第3巻収録）
「入社編」から「勧誘編（リクルート篇）」までのケイリィ・アーシャルの視点で見たスエラ・ヘンデルバーグの恋愛物語。

### 漫画
鵜山はじめの作画で『異世界からの企業進出⁉ 〜元社畜が異世界転職して成り上がる! 勇者が攻略できない迷宮を作り上げろ〜』と題し、『ヤングマガジンサード』でコミカライズされた。カイラ・ノスタルフェルに当たる人物がいなかったり、ケイリィと思われる人物がダークエルフではなく獣人になっていたりするなど、設定や表現が再構成されている部分がある。
| 巻数 | タイトル                                                                                           | 発売日        | ISBN                   |
| ---- | -------------------------------------------------------------------------------------------------- | ------------- | ---------------------- |
| 1    | 異世界からの企業進出!?(1) 〜元社畜が異世界転職して成り上がる! 勇者が攻略できない迷宮を作り上げろ〜 | 2020年3月27日 | ISBN 978-4-06-518882-8 |
| 2    | 異世界からの企業進出!?(2) 〜元社畜が異世界転職して成り上がる! 勇者が攻略できない迷宮を作り上げろ〜 | 2020年8月20日 | ISBN 978-4-06-520199-2 |
| 3    | 異世界からの企業進出!?(3) 〜元社畜が異世界転職して成り上がる! 勇者が攻略できない迷宮を作り上げろ〜 | 2021年1月20日 | ISBN 978-4-06-522017-7 |

書籍収録の短編小説
社内のちょっとした一コマ（第1巻収録）
ケイリィに揶揄われるスエラの恋の兆し。
社内のちょっとした一コマ2（第2巻収録）
海堂忠から見た田中次郎評。
社内のちょっとした一コマ3（第3巻収録）
田中次郎とスエラの初デート。